# Simeon Rice
Pour les articles homonymes, voir Rice.
(en) Statistiques sur pro-football-reference
Simeon Rice, né le 24 février 1974 à Chicago, est un joueur américain de football américain qui évoluait au poste de defensive end. Il a joué 12 saisons dans la National Football League (NFL), notamment avec les Cardinals de l'Arizona (1996 à 2000) et les Buccaneers de Tampa Bay (2001 à 2006).

## Carrière
Après avoir joué au niveau universitaire pour le Fighting Illini de l'Illinois, il est sélectionné en troisième position par les Cardinals de l'Arizona lors de la draft 1996 de la NFL, tout juste derrière son coéquipier universitaire Kevin Hardy. Il joue cinq saisons avec les Cardinals avant de signer aux Buccaneers de Tampa Bay en 2001. Il rejoint une des défenses les plus solides de la ligue et aide l'équipe à remporter le Super Bowl XXXVII au terme de la saison 2002.
Après cinq saisons avec les Buccanners, il joue brièvement pour les Broncos de Denver et les Colts d'Indianapolis durant la saison 2007. Inactif lors de la saison 2008, il rejoint les Sentinels de New York de la United Football League (UFL) pour sa dernière saison professionnelle.
Joueur réputé pour ses nombreux sacks, il se retire avec un total de 122 sacks effectués durant sa carrière dans la NFL.